# Trittfrequenz

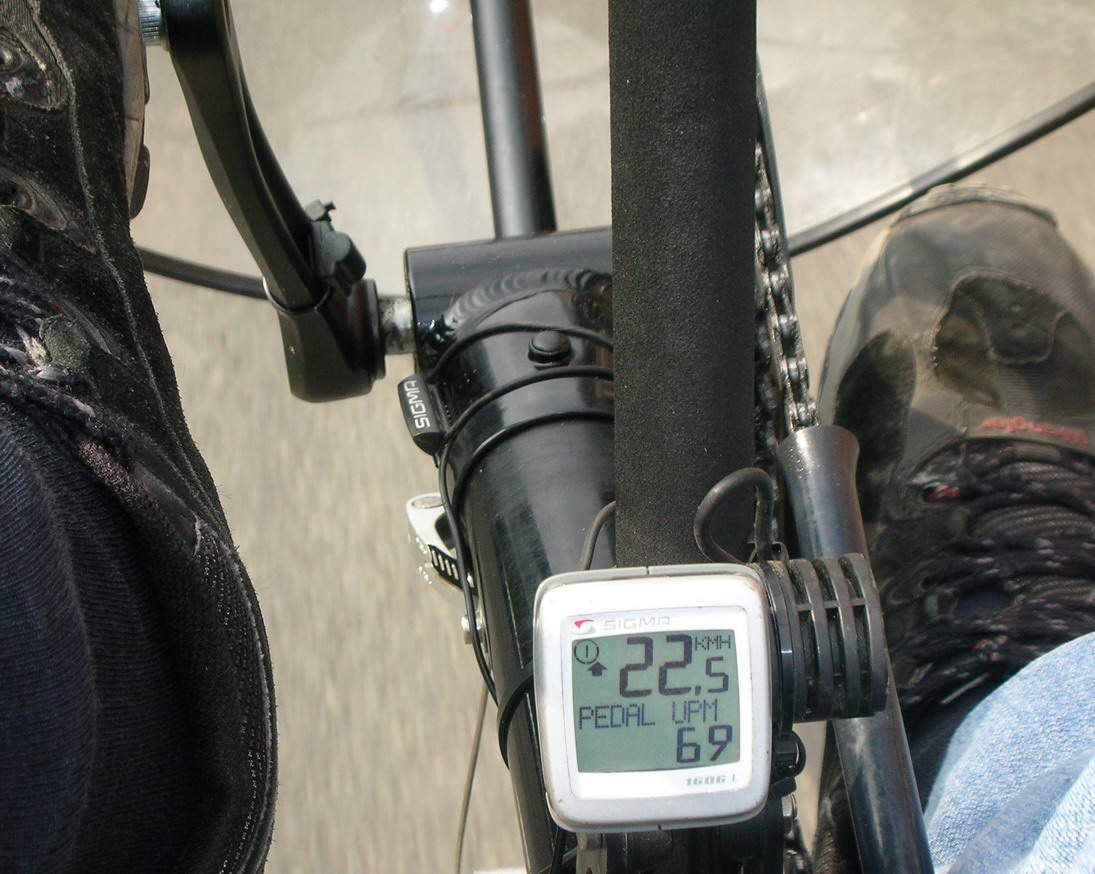
Fahrradcomputer mit Trittfrequenzsensor an einem Liegerad

Die Trittfrequenz, auch Kadenz (von lateinisch cadere, „fallen“), ist beim Fahrradfahren die Drehzahl mit der die Tretkurbel betätigt wird. Die Trittfrequenz wird meist in Umdrehungen pro Minute (1/min) angegeben. Manche Fahrradcomputer messen die Trittfrequenz mit einem Sensor, der an der Kettenstrebe montiert wird und von einem Magneten an der Tretkurbel ausgelöst wird.
Die Gangschaltung des Fahrrads ermöglicht es Radfahrern, bei unterschiedlichen Geschwindigkeiten die Trittfrequenz anzupassen, um eine angenehme, leistungsoptimale oder trainingsmethodisch gewünschte Trittfrequenz zu erzielen. Eine gegebene Leistung wird entweder bei niedriger Trittfrequenz mit hohem Krafteinsatz oder bei hoher Frequenz mit entsprechend weniger Kraft erreicht.

## Normale und optimale Werte
Die Trittfrequenz, bei der die maximale Leistung erreicht wird, ist individuell unterschiedlich und liegt bei den meisten Menschen bei ca. 60/min. Profiradsportler fahren meistens mit Trittfrequenzen von 90–110/min. Das ist gelenkschonender, da die eingesetzte Kraft geringer ist, außerdem ist es für den Stoffwechsel der Muskeln vorteilhafter.
Die individuell optimale Trittfrequenz hängt von vielen Faktoren ab, insbesondere auch vom Fahrstil und der Konstitution jedes einzelnen Fahrers. Öffentlich diskutiert wurde dies, als Jan Ullrich und Lance Armstrong um den Sieg bei der Tour de France fuhren, denn ihre Leistungen waren ähnlich gut, die Fahrstile unterschieden sich jedoch stark: Ullrich fuhr einen „athletischen“, kraftvollen Stil mit einer langsamen Frequenz, Armstrong einen „spritzigen“ Stil mit bis zu 120/min. In der Internetumfrage eines Triathlon-Forums gaben 69 % der Teilnehmer ihre Trittfrequenz im Bereich von 80–95/min an. Mit etwa 105/min wurden die meisten Stundenweltrekorde gefahren.
Rennfahrer, die eine hohe Trittfrequenz fahren, können bei Sprints und Ausreißversuchen kurzzeitig ihren Krafteinsatz erhöhen. Fahrer mit ruhigerem Tritt können hingegen bei gleichmäßiger Fahrt ihre Stärken ausspielen, da aus mechanischer und biomechanischer Sicht die Kraftausnutzung (Effizienz) besser ist.
Mindestens ebenso wichtig wie die „richtige“ Trittfrequenz ist ein optimierter Tretzyklus, um die eingesetzte Kraft mit möglichst wenig Verlusten in Vortrieb umzusetzen.